# 조지아 시간
| 하늘 | 서유럽 표준시 그리니치 평균시 (UTC±00:00)                                 |
| 파랑 | 서유럽 표준시 그리니치 평균시 (UTC±00:00) 서유럽 일광 절약 시간대 (UTC+1) |
| 분홍 | 서아프리카 표준시 (UTC+1)                                                 |
| 빨강 | 중앙유럽 표준시 (UTC+1) 중앙유럽 일광 절약 시간대 (UTC+2)                 |
| 노랑 | 동유럽 표준시 (UTC+2)                                                     |
| 금색 | 동유럽 표준시 (UTC+2) 동유럽 일광 절약 시간대 (UTC+3)                     |
| 옥색 | 극동유럽 표준시 (UTC+3)                                                   |

조지아 시간은 조지아 (러시아가 점령한 조지아 지역 제외)의 표준 시간대다. 2004년 6월 27일에 UTC+04:00에서 UTC+03:00으로 변경한 다음 2005년 3월 27일에 다시 UTC+04:00으로 변경되었다. 조지아는 2004년 이후로 일광 절약 시간제를 시행하지 않는다.